# Finnøy (Schiff)
Die Finnøy ist eine Doppelendfähre der norwegischen Reederei Norled.

## Geschichte
Die Fähre wurde von Multi Maritime in Førde in Zusammenarbeit mit Remontowa Marine Design in Danzig entworfen. Bei Remontowa Marine Design wird der Typ als SKS 100 geführt. Die im März 1998 bestellte Fähre wurde unter der Baunummer B590/1 aus Kapazitätsgründen auf der Werft Stocznia Północna in Danzig im Auftrag von Gdańska Stocznia „Remontowa“ für die norwegische Reederei Rogaland Trafikkselskap gebaut. Aus der Reederei Rogaland Trafikkselskap ging 2003 die Reederei Stavangerske hervor, die 2007 von Tide übernommen wurde. Der Fährbetrieb wurde in die Tochtergesellschaft Tide Sjø ausgelagert, aus der 2012 die Reederei Norled hervorging.
Der Stapellauf der Fähre fand am 15. April 1999 statt, die Fertigstellung erfolgte im September 1999. Anschließend wurde die Fähre auf eigenem Kiel nach Stavanger überführt. Sie wurde Anfang 2020 auf der Fährverbindung über Talgje- und Finnøyfjord zwischen Hanasand auf der Insel Rennesøy, Lastein auf der Insel Finnøy, Holmastø auf der Insel Fogn und Talgje auf der Insel Talgje in Dienst gestellt.
Infolge der Verkehrsfreigabe des Finnøytunnels Ende Oktober 2009 wurde die Fährverbindung eingestellt. Die Fähre wurde 2009/10 für den Einsatz auf der Fährverbindung über den Høgsfjord zwischen Lauvvik und Oanes umgebaut und Anfang 2010 wieder in Dienst gestellt. Weitere Umbauten der Fähre erfolgten im Herbst 2012 und im Herbst 2020.
Nach der Verkehrsfreigabe des Ryfylketunnels zwischen Stavanger und Tau Ende 2019 kam es zu Anpassungen bei den Fährverbindungen im Raum Stavanger, die auch die Fährverbindung über den Høgsfjord betraf. Die Finnøy verkehrte nun im ersten Halbjahr 2020 auf der Fährverbindung über den Storfjord zwischen Festøya und Solavågen auf der Insel Langevåg und anschließend vorübergehend über den Sognefjord zwischen Mannheller und Fodnes. Seit Anfang Januar 2021 verkehrt die Fähre über den Voldsfjord zwischen Volda und Folkestad.

## Technische Daten und Ausstattung
Die Fähre wurde mit einem dieselelektrischen Antrieb gebaut. Für den Vortrieb stehen zwei von Siemens-Elektromotoren mit jeweils 1000 kW Leistung angetriebene Propellergondeln zur Verfügung, von denen sich jeweils eine an den beiden Enden der Fähre befindet. Die Antriebsanlage ist redundant in zwei Maschinenräumen untergebracht.
Für die Stromerzeugung standen zunächst vier von Mitsubishi-Viertakt-Sechszylinder-Dieselmotoren mit jeweils 640 kW Leistung angetriebene Siemens-Generatoren zur Verfügung. Weiterhin wurde ein von einem Dieselmotor angetriebener Notgenerator verbaut.
Die Antriebsanlage wurde im Herbst 2012 umgebaut. Dabei wurden die Mitsubishi-Dieselmotoren durch vier Caterpillar-Zwölfzylinder-Dieselmotoren mit etwas höherer Leistung ersetzt. Ein erneuter Umbau am Antrieb erfolgte im Herbst 2020, als der Antrieb auf einen Hybridantrieb aus dieselelektrischem und elektrischem Antrieb umgebaut wurde. Als Energiespeicher wurden Akkumulatoren mit einer Kapazität von 1568 kWh nachgerüstet, so dass die Fähre nun auch vollelektrisch betrieben werden kann.
Die Fähre verfügt über ein durchlaufendes Fahrzeugdeck mit drei Fahrspuren auf dem nach oben offenen Hauptdeck. An beiden Enden befanden sich ursprünglich nach oben aufklappbare Visiere. Auf beiden Seiten befinden sich Decksaufbauten unter anderem mit ursprünglich vier Aufenthaltsräumen für die Passagiere. Oberhalb der Aufenthaltsräume befindet sich jeweils ein über eine feste Rampe vom Hauptdeck zugängliches Pkw-Deck. Das Hauptdeck kann mit maximal 480 t belastet werden. Die maximale Achslast auf dem Hauptdeck beträgt 15 t und auf den seitlichen Pkw-Decks 1,5 t. Die nutzbare Durchfahrtshöhe auf dem Hauptdeck beträgt 5,0 m, auf den seitlichen Pkw-Decks ist die Durchfahrtshöhe auf 2,2 m beschränkt. Das Pkw-Deck auf einer Seite der Fähre ist mit weiteren Decksaufbauten überbaut. Hier befinden sich unter anderem die Einrichtungen für die Schiffsbesatzung bestehend aus Kombüse und Messe, Aufenthaltsraum sowie zehn Kabinen. Auf diese seitlichen Aufbauten ist mittig das Steuerhaus aufgesetzt.
Beim Umbau der Fähre 2009/10 wurden die Visiere an beiden Enden der Fähre entfernt sowie einer der Aufenthaltsräume für die Passagiere entfernt, wodurch auf dem Hauptdeck weitere seitliche Stellplätze für Pkw mit einer Höhenbeschränkung von 2,0 m entstanden.